# Караой (Маркакольський район)
Карао́й (каз. Қараой) — село у складі Маркакольського району Східноказахстанської області Казахстану. Входить до складу Маркакольського сільського округу.
Населення — 187 осіб (2021; 341 у 2009, 608 у 1999, 914 у 1989).
Національний склад станом на 1989 рік:
- казахи — 100 %

Станом на 1989 рік село називалось Карой.